# Muszty
Muszty (ukr. Мушти) – wieś na Ukrainie, w obwodzie połtawskim, w rejonie połtawskim, w hromadzie Reszetyliwka. W 2001 liczyła 331 mieszkańców, spośród których 296 wskazało jako ojczysty język ukraiński, 34 rosyjski, a 1 mołdawski.